# Vrijmetselarij

passer en winkelhaak, het bekendste logo van de vrijmetselarij

De vrijmetselarij of (franc-)maçonnerie is een internationaal verbreid en regionaal gestructureerd genootschap van mensen die streven naar geestelijke en morele verheffing, onderlinge waardering en wederzijdse hulp. De leden worden vrijmetselaren (vrijmetselaars) (Engels: freemasons) of maçons genoemd. Ze spreken elkaar aan met broeder of zuster. Het is een genootschap met rituelen en is wereldwijd verspreid.

## Grootloges
De vrijmetselarij bestaat uit van elkaar onafhankelijke landelijke organisaties, die grootloges genoemd worden. De eerste grootloge werd gevormd op 24 juni 1717 in Engeland te Londen, toen vier Engelse loges besloten zich te verenigen onder één overkoepelend bestuur. Hiermee organiseerde de vrijmetselarij zich in de vorm zoals we die vandaag de dag kennen. Rituelen en regels werden door die eerste grootloge voor het eerst vastgesteld in 1723. Sommigen zien daarom dat jaar als het begin van de vrijmetselarij.
Een grootloge is het landelijk bestuur van de orde, waaronder de in het betreffende land werkende loges vallen. Ieder land waar de vrijmetselarij beoefend wordt, of iedere deelstaat van grote landen zoals de VS, heeft zijn eigen grootloge. Er is geen wereldomvattend bestuur. Ieder land of iedere grootmacht is soeverein; er bestaat dus geen grootloge waar de verschillende grootloges, ook wel Grootmachten genoemd, in verenigd zijn. Wel onderhouden veel grootloges onderling vriendschappelijke en broederlijke banden. Grootloges die elkaar erkennen noemen elkaar regulier. Dat is voorwaarde voor onderling bezoek van de leden ervan aan elkaars loges.
Van de vrijmetselarij van voor de oprichting van de eerste grootloge is niet veel bekend, dit wordt mede veroorzaakt door een grote brand in de archieven van de grootloge te Londen, maar er zijn wel loges in Schotland met een eerdere oprichtingsdatum. Van deze loges is niet bekend of ze voor 1717 aan iets deden dat vergelijkbaar is met vrijmetselarij.
In het Nederlandse taalgebied wordt het woord loge als synoniem voor vrijmetselarij gebruikt. De besloten bijeenkomsten van de vrijmetselarij vinden plaats in een werkplaats, ook loge genoemd.
De vrijmetselarij was oorspronkelijk uitsluitend toegankelijk voor mannen, maar sinds de negentiende eeuw bestaan er ook gemengde en exclusief vrouwelijke loges. Er zijn aanwijzingen dat ook al in de late achttiende eeuw vrouwenloges hebben bestaan.
Volgens de United Grand Lodge of England zouden wereldwijd zo'n 5 miljoen mensen lid zijn van loges. Dit getal is echter speculatief. In 1978 schatte de Encyclopædia Britannica het totale aantal leden wereldwijd op zo'n 5,9 miljoen, waarvan 4 miljoen in de Verenigde Staten en 1 miljoen op de Britse Eilanden. In beide gevallen betreft het uitsluitend de zogenaamde reguliere vrijmetselarij.

## Definitie
De vrijmetselarij definiëren is moeilijk, omdat het een bijzonder meervoudig begrip is. De definitie is afhankelijk van de nadruk die gelegd wordt op één bepaalde interpretatie.
René Pieyns stelt in zijn Encyclopedie van de blauwe vrijmetselarij dat er zes verschillende invalshoeken zijn om tot een definitie te komen. Deze zijn:
1. een doelmatige definitie – een broederschap: De vrijmetselarij is een middel om oprechte vriendschap en genootschap te stichten tussen personen die anders in voortdurende verwijdering zouden gebleven zijn. Welwillende en oprechte individuen vormen een collectiviteit of broederketen waar vertrouwen en vriendschap heerst. Binnen deze broederketen zijn alle schakels gelijk. De broederketen werkt als een eenheid, die veel krachtiger en efficiënter functioneert dan wanneer elk individu alleen zou optreden.
2. een methodieke definitie – een initiatieke gemeenschap: De vrijmetselarij hanteert als werkmethode de initiatie, dit wil zeggen de stelselmatige, graduele en gestructureerde inwijding van haar leden tot volwaardige vrijmetselaars. In deze zin vormen de vrijmetselaren een filosofische elite van ingewijden in filosofische opvattingen die niet toegankelijk zijn voor profanen.
3. een organisatorische of structurele definitie – een hiërarchische orde: De vrijmetselarij kan slechts bestaan als specifieke organieke structuur, wat typerend is voor de vrijmetselarij. Dit vertaalt zich in een uitwendige en zichtbare hiërarchie op collectief (bestuurlijk) niveau en een inwendige (onzichtbare) hiërarchie op individueel en initiatiek niveau.
4. een inhoudelijke definitie – een ethische gemeenschap: Van iedere vrijmetselaar wordt verwacht dat hij of zij door zijn of haar 'metselactiviteit' een beter mens wordt. Het geheel van riten dat hiervoor wordt gebruikt is doorspekt met een specifieke symboliek, eigen aan de vrijmetselarij. Dit is het praktische middel om deze inhoudelijke ethische boodschap over te brengen.
5. een praktische definitie – een levenshouding: Hier wordt het accent gelegd op de fundamentele grondhouding waarvan elke vrijmetselaar moet getuigen. Het geloof in de maakbaarheid, het permanente kunnen verbeteren van de mens, enerzijds op individueel vlak, anderzijds op collectief vlak. De symboliek die daarbij gehanteerd wordt is die van de tempelbouw van koning Salomo die staat voor de tempel van de maatschappij. Deze grondhouding is de basis van de zingeving in het leven van elke vrijmetselaar.
6. een romantische definitie – het geloof in utopieën: Het geloof in een – volmaakt en momenteel nog niet bereikt – utopisch einddoel gelegen in de toekomst dient als oriëntatiepunt van de arbeid. Het geloof in een universele broederschap van alle mensen, ongeacht verschillen in geloof, cultuur, taal en etniciteit, wordt gezien als motiverende factor voor het handelen. Er wordt gestreefd naar geïnstitutionaliseerd kosmopolitisme. Het wezen van de vrijmetselarij als 'société de pensée' of als draagster van de beschaving zou van haar een soort laboratorium maken waar experimenten met betrekking tot het sociale en culturele leven worden uitgevoerd of waar nieuwe ideeën kunnen worden uitgewerkt.

Afhankelijk van de geraadpleegde literatuur of auteur wordt bij de definitie van vrijmetselarij de nadruk gelegd op één of meerdere van deze conceptuele kapstokken en minimalistisch gedaan over andere kapstokken. Maar om zich een volledig beeld te vormen van de vrijmetselarij dient men alle voornoemde conceptuele kapstokken met elkaar te combineren tot één geheel. Aldus kan men de vrijmetselarij definiëren als:
een georganiseerd verband van individuen dat er naar streeft door middel van een specifiek symbolisch begrippenkader; volgens het procedé van systematische inwijding van haar leden; methodisch; elke individuele vrijmetselaar, elke individuele mens naar eigen inzicht te verbeteren met als einddoel het scheppen van een betere mens als onderdeel van een betere samenleving in het hier en het nu.

## Geschiedenis

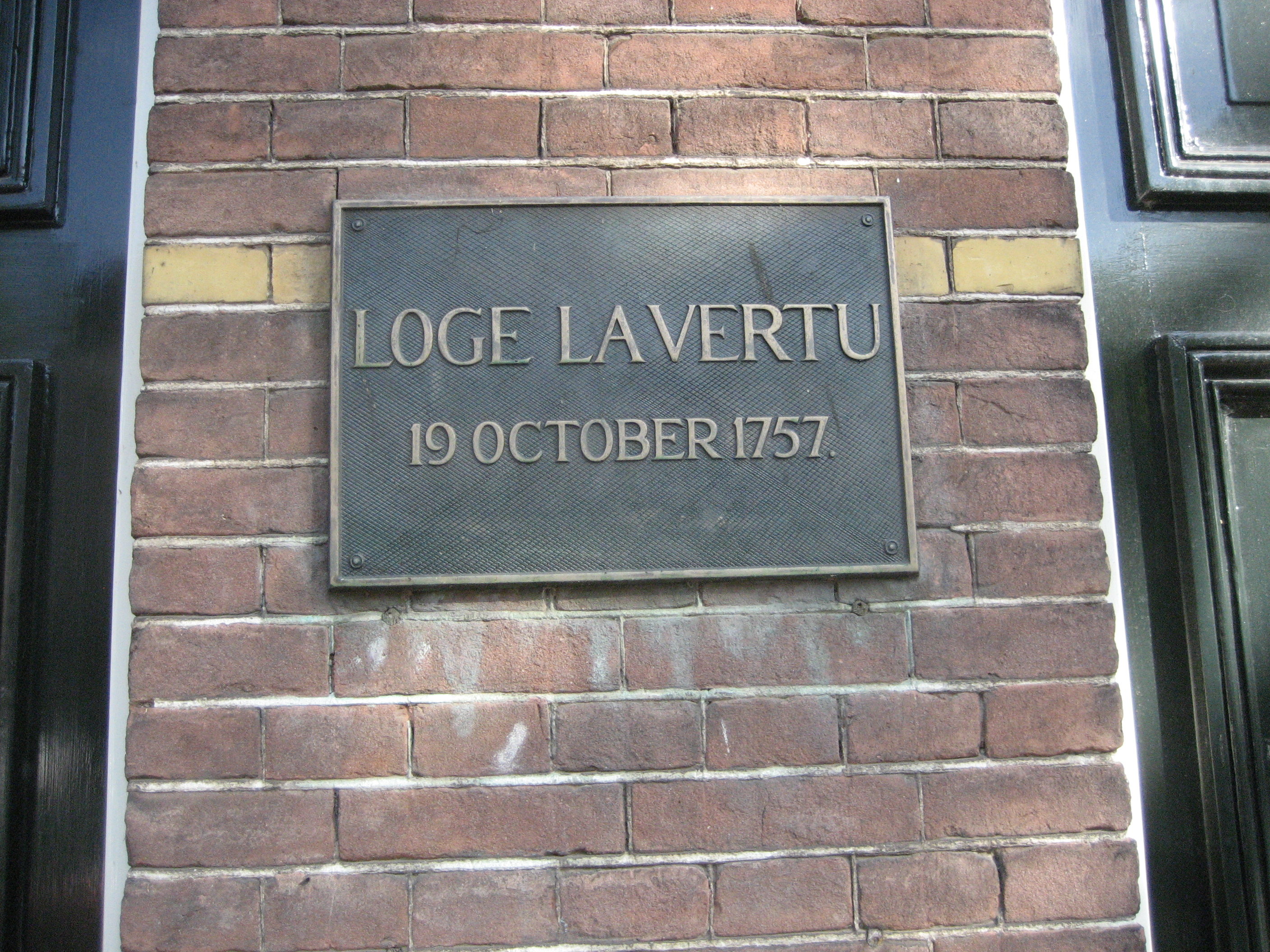
Loge La Vertu (Leiden, 1757)

De voorgeschiedenis van de vrijmetselarij is speculatief. Bekend is de band met de oorspronkelijk Engelse en Schotse steenhouwersgilden die met afspraken en gebaren hun beroep afschermden. Later hebben mensen van buiten het beroep die gebruiken overgenomen en aangevuld met bijdragen uit het christendom, het jodendom en het soefisme. Slechts vanaf het begin van de 18e eeuw, en in elk geval vanaf 1717 kan enige objectiviteit in de geschiedenis van de vrijmetselarij worden geschetst.
Aan het einde van de 15e en het begin van de 16e eeuw ontstaat in Engeland en Schotland een aantal verenigingen die regelmatig samenkomen om te vergaderen. Vooral in Schotland was dit populair omdat de Schotse reformatie elke vorm van gezelligheid en verenigingsleven uit de godsdienstbeleving verbannen had. Deze vergaderingen hebben enerzijds een sociaal en gezellig karakter. Anderzijds hebben deze vergaderingen een inhoudelijk of filosofisch karakter. Men komt samen rond een bepaald inhoudelijk thema. Burgers en notabelen met veel tijd en geld wensen zich te profileren en te ontplooien.
Deze samenkomsten worden tevens gekoppeld aan vormelijke elementen. De vrijmetselarij gebruikt vormen die semantisch verwijzen naar de architecten en steenhouwerssymboliek, zoals die in de middeleeuwen was gegroeid. Dit noemt men speculatieve vrijmetselarij. Tezelfdertijd overigens waren gelijkwaardige verenigingen actief rond andere symbolische thema's, bijvoorbeeld tabak. Deze bestaan vandaag de dag niet meer, of zijn veel minder bekend.
Dat deze speculatieve vrijmetselarij in continuïteit staat met de middeleeuwse bouwgilden is nooit aangetoond. Voorstanders van deze stelling beroepen zich op het bestaan van Schotse documenten, die dit afdoende zouden aantonen. Tegenstanders hebben kritische opmerkingen over de bewijswaarde en doorwerking van deze spaarzame documenten. Speculaties aangemoedigd door pseudohistorici zijn echter troef. Aldus kan men in het beste geval slechts voor Schotland vermoeden dat de speculatieve vrijmetselarij werkelijk afstamt van de operatieve vrijmetselarij. Het gildewezen was op het Europese continent veel eerder verdwenen en stond zelfs in de achttiende eeuw in een kwalijke ouderwetse geur.
Op 24 juni 1717 besloten vier speculatieve vrijmetselaarsloges, die alle in Londen hun werkterrein hadden, zich te verenigen in een overkoepelende organisatie, de Grand Lodge of London. Hierbij speelde de Franse hugenoot John Theophilus Desaguliers een belangrijke rol. Enkele jaren later werden de regels dan ook geüniformiseerd en gecodificeerd. De vrijmetselarij won aan succes, en groeide gestadig.
De Brit James Anderson stelt in 1723 de grondregels vast in zijn boek The Constitutions of Freemasonry. Deze grondregels zijn gebaseerd op de zogenaamde Oude Plichten (Old Charges) en zijn compilatie van oude constituties en regels van operatieve loges. De constitutie was aldus een versmelting van de Gotische constitutie uit 1390, de Cooke-manuscript uit 1410, de Nigo Jones-constitutie uit 1607 en de Wood-constitutie uit 1610. Deze zijn razendsnel de bijbel van de vrijmetselarij geworden. Nu kan de verspreiding van de vrijmetselarij over Engeland (1717), Ierland (1725), Schotland (1736), de Britse kolonies en het Europese continent beginnen. Deze laatste begint in Frankrijk (1726) en de Nederlanden.
In Frankrijk ontstaat de vrijmetselarij onder invloed van Charles Radclyffe te Parijs. De Franse obediëntie, de Grand Orient de France, werd onafhankelijk van de Engelse grootloge onder het grootmeesterschap van hertog d'Antin.
Ook in Nederland schiet de vrijmetselarij wortel, en wel vanaf 1730. Ze verspreidt zich eerst in het westen van het land. Daar werd te 's-Gravenhage Loge L'Union Royale op 19 november 1734 als eerste Nederlandse werkplaats onder de naam 'Loge du Grand-Maître des Provinces Unies et du ressort de la Généralité' opgericht. De eerste bijeenkomst had plaats in de herberg 'Lion d'Or' te Den Haag onder voorzitterschap van Vincent la Chapelle. Met de komst van de loge L'Union Provinciale in 1772 bereikte de vrijmetselarij ook Noord-Nederland.
In de eerste helft van de 18e eeuw veroordeelde de Katholieke Kerk de vrijmetselarij. Zij verbood aan de katholieken om lid te worden van de vrijmetselarij, op straffe van excommunicatie. Dit was het begin van een onafgebroken twist tussen de vrijmetselarij en de Rooms-Katholieke Kerk, die tot voor enige tijd voortduurde. Het verbod om lid te worden is in 1963 opgeheven.
Tijdens de Franse Revolutie stonden vrijmetselaars in twee kampen: Jean-Paul Marat was vrijmetselaar, Maximilien de Robespierre niet. Lafayette, aanvankelijk aanhanger van de revolutie, later weer niet, was ook vrijmetselaar en overleefde alles. Condorcet en de grootmeester van het Grand Orient de France werden geguillotineerd. Edmund Burke, een Ierse staatsman, conservatief filosoof en vrijmetselaar, bestreed de Franse Revolutie. Thomas Paine, een belangrijk denker van het liberalisme, was in eerste instantie een aanhanger van de Franse Revolutie die uiteindelijk echter ternauwernood aan de guillotine ontsnapte.

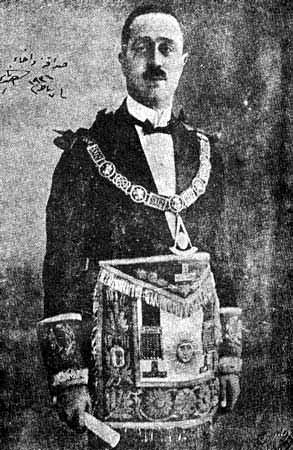
De Ottomaanse edelman Ahmad Nami droeg in 1925 vrijmetselaarskleding.

In 1951 werden in Roemenië vrijmetselaars om hun overtuiging door de communisten terechtgesteld. Dit gebeurde ook onder het Nationaalsocialisme waarbij de vrijmetselarij verdacht gemaakt werd als een volksvijandig element en afgedaan werd als een geheime joodse samenzwering tegen het Duitse volk (1933-1945). Het Vlaams Nationaal Verbond (VNV) sprak zich voor en onder de oorlog uit tegen de vrijmetselarij. Een van de eerste acties na de Spaanse Burgeroorlog (1936-1939) en de staatsgreep door militair dictator Francisco Franco was de oprichting van de Bijzondere rechtbank voor de repressie van de vrijmetselarij en het communisme die tot zijn opheffing in 1964 meer dan 60.000 processen gevoerd heeft, het merendeel tegen vrijmetselaars.
De Nederlandse Grootmeester Hermannus van Tongeren sr. werd op 11 oktober 1940 door de Gestapo-chef en SS-Hauptsturmführer Klaus Barbie gearresteerd en op 13 maart 1941 op transport gezet naar het concentratiekamp Sachsenhausen, alwaar hij 14 dagen later overleed.
De Vlaams Belang-kringen houden die traditie in ere en wijzen daarbij naar de grote vermeende numerieke aanwezigheid van Franstalige vrijmetselaars en de daarbij horende vermeende grote invloed in de Belgische magistratuur om hun veroordeling tot racisme te verklaren.
In Nederland worden dergelijke beschuldigingen door politici niet geuit.

## Kenmerken van de vrijmetselarij
Zie de afzonderlijke artikelen Beginselen van de vrijmetselarij en Vrijmetselarij en de Rooms-Katholieke Kerk.

### Doelstellingen

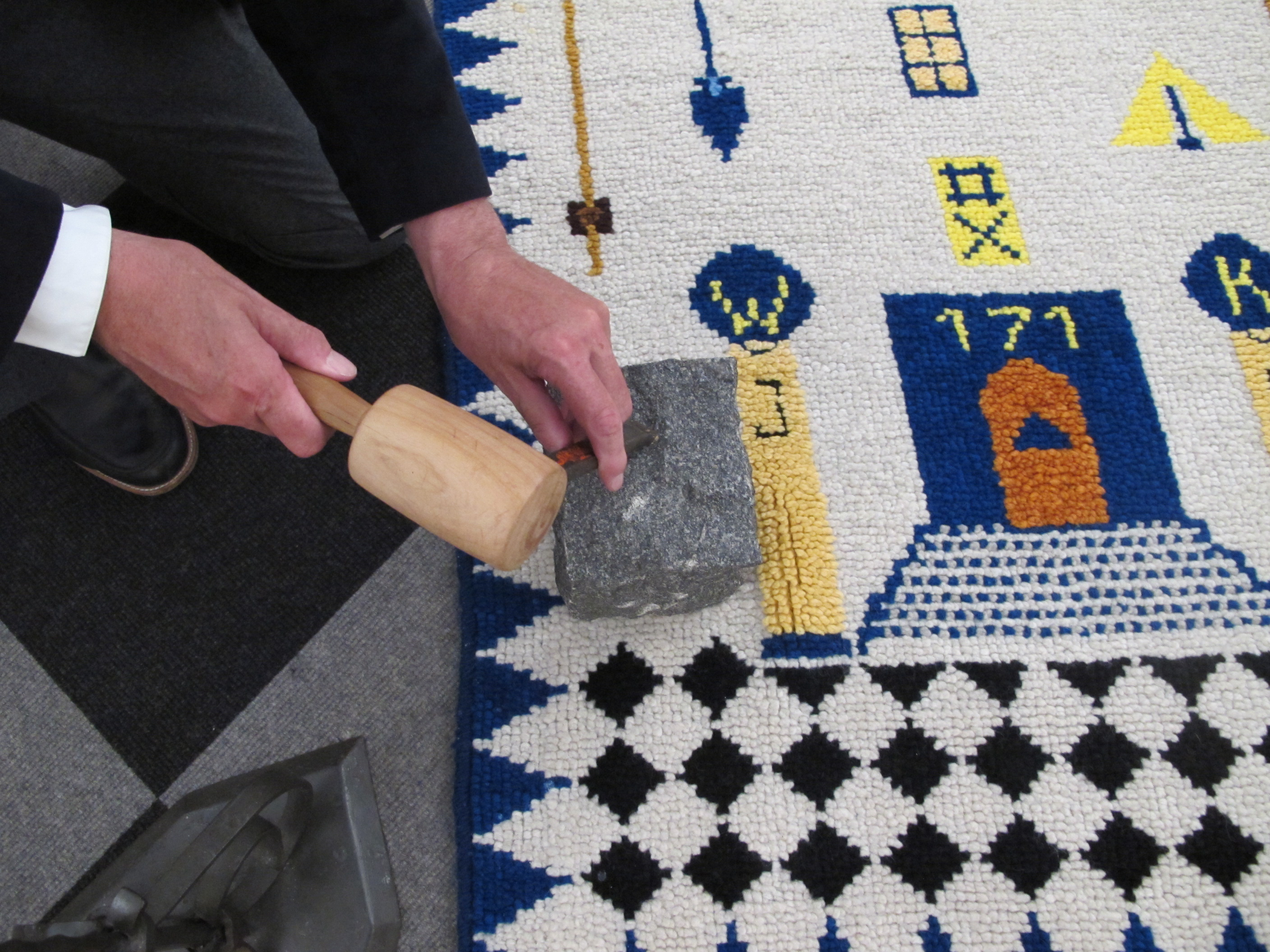
Met hamer en beitel werk je aan de steen, die symbool staat voor jezelf.

De vrijmetselarij is een initiatiegemeenschap en komt in bijna alle landen van de wereld voor, zij het dat zij niet overal even sterk aanwezig is. In islamitische landen zijn geen grootloges te vinden, behalve in Turkije. In Aziatische landen zijn wel loges te vinden, maar die behoren over het algemeen tot Europese Grootloges. Vrijmetselarij is van essentieel initiatieke aard (kent inwijding), wat haar in staat stelt de mens te doen veranderen en te verbeteren en geeft aan ieder de mogelijkheid om tot meer kennis te komen, om te Leren leren, om te leren aanvoelen, om te leren delen met anderen, om te leren luisteren, zij het in alle discretie en met het volste respect voor ieders leertempo. Aangezien zij een kerk noch een school is, hangt de vrijmetselarij geen enkele doctrine aan en kent zij geen dogma's. Zij wil verdraagzaamheid en wederzijds respect verdedigen.
De broederband van de vrijmetselaars is een voorafspiegeling van een nieuwe universalistische en kosmopolistische wereld, waar mensen van allerlei sociale achtergronden, van alle rassen en standen, uit alle culturen kunnen toegelaten worden. De vrijmetselarij is een universeel genootschap dat de broederlijkheid onder alle mensen, de vervolmaking van de mens en de vooruitgang of evolutie van de mensheid beoogt.
De vrijmetselarij gelooft essentieel in de maakbaarheid van de mens en de samenleving via een constant proces van verbetering en perfectionisme door middel van maçonnieke arbeid. Dit geloof in de maakbaarheid heeft een interne component en een externe component:
- De interne component komt tot uiting in het streven van elke individuele vrijmetselaar om door middel van maçonnieke arbeid een beter mens te worden. Het ken uzelf (Grieks: γνῶθι σεαυτόν) is daarbij de methode. De reguliere vrijmetselarij zal zich hoofdzakelijk tot deze interne component beperken.
- De externe component komt nadien tot uiting in het geloof en het werken aan maatschappelijke hervormingen door middel van maatschappelijke actie. Over het feit of deze maatschappelijke actie individueel of collectief moet gebeuren bestaan tegengestelde visies. In de externe samenleving wordt de interne doelstelling van 'een beter mens worden' tot uitdrukking gebracht. De leden zullen daarom streven naar een harmonieuze gemeenschap die een zogenaamd center of union vormt. Leidende gedachte daarbij is dat alle mensen dezelfde oorsprong kennen en dus als zodanig 'broeders en zusters' zijn. Vrijmetselarij is dus een broederschap. Deze externe component is het belangrijkst binnen de irreguliere vrijmetselarij en wordt als volgt geïllustreerd:

La maçonnerie spéculative résulte en 1717 de la fusion de quatre loges dans une Angleterre qui vient de se constituer en Royaume-Uni; ces loges réunies entendent réaliser politiquement ce que la Royal Society a réussi dans le domaine des sciences expérimentales, en rassemblant des savants du monde entier sans souci de confession ou d'appertenance politique autour d'un modèle épistémologique dont Newton avait été l'instituteur (la philosophia naturalis), et d'un modèle philosophico-politique, dont Locke fut le chef de file (l'empirisme rationaliste, le libéralisme (la tolérance)). Politiquement, il s'agissait dans un pays qui avait réalisé sa Glorieuse Révolution et institué l'Habeas Corpus d'assimiler en particulier les calvinistes d'Ecosse (dont le pasteur Anderson faisait partie), tout en assurant la paix civile. Réaliser le Centre de l'Union revenait à mettre entre parenthèses tout ce qui divisait pour s'en tenir au plus petit commun dénominateur. Qu'on se reporte aux deux premiers articles des Constitutions dites d'Anderson qui reprennent verbatim le Règlement de la Royal Society. La maçonnerie, dans son projet fondateur, est essentiellement politique, et récuse les clivages partisans pour s'en tenir à un minimum minomorum assurant la paix civile (obéissance aux lois), et le respect de la liberté des personnes (latutudinarisme, religion naturelle).
Zij steunt hiertoe op het symbolisme van het bouwen, waarvan zij de specifieke taal heeft ontleend. Naar buiten bestaat de belangrijkste opgave van een vrijmetselaar uit charitatieve arbeid en het nastreven van kennis en verlichting. Met behulp van ceremonieën, rituelen en tradities wijdt de organisatie haar leden in in een levensfilosofie die gebaseerd is op vijf grondidealen: Vrijheid, Gelijkheid, Broederlijkheid, Tolerantie en Menselijkheid. Hierdoor plaatst de vrijmetselaar de mens in het centrum, en tot centrale maatstaf der dingen.
In de reguliere vrijmetselarij kent men ook een symbool voor een hoog beginsel. Ieder lid mag daaraan zijn eigen invulling geven. Het mag een god zijn. Maar voor verklaarde atheïsten kan dat ook een deïstische kracht in de natuur zijn die doelgericht en zinvol streeft naar een hogere organisatievorm. Indien men geen hoog beginsel in zijn leven heeft, geen ethisch toetsingskader, dan zal de methode ook geen zin hebben. Hoe kan je immers proberen een beter mens te worden dan je eerder was, zonder dat ergens aan af te kunnen meten voor jezelf.
De vrijmetselarij kent een gelofte waarin een vrijmetselaar zwijgplicht belooft met betrekking tot het reilen en zeilen van de vrijmetselarij en van andere vrijmetselaars. Wat in een loge gezegd wordt, moet binnen de muren blijven. Dit is volgens de vrijmetselarij een voorwaarde voor een volledig vrije en ongebonden uitwisseling van ideeën en meningen, zonder angst voor repercussies.
Zo stelt de vrijmetselarij zich klassiek voor aan het grote publiek. Maar deze beschrijving zou ongenuanceerd zijn, indien ze niet tevens zou worden aangevuld met enkele kanttekeningen die binnen de vrijmetselarij worden geformuleerd als tekenen van zelfkritiek:
De organisatie en methode van de VM werkt sociaal discriminerend. Door haar coöptatiemethode, interesses en voorkomen blijft ze sinds drie eeuwen beperkt tot de bovenste treden van de maatschappelijke ladder. Laten we het duidelijk zeggen: de maçonnieke cultuur is afgestemd op de bezittende klasse en op de hiermee samenwerkende gestudeerden. De werkzaamheden in een Belgische loge kunnen eigenlijk alleen door een culturele elite worden begrepen. Wie zich in de sociale schemerzone bevindt, ervaart het lidmaatschap meestal als een sociale promotie.
Er is echter geen sprake van coöptatie in de Nederlandse vrijmetselarij. Van kandidaat-leden wordt verwacht dat zij zich zelf aanmelden. Loges treden regelmatig naar buiten met landelijke open dagen en openbare lezingen. Op die manier wordt geprobeerd iedereen met de werkwijze en het gedachtegoed van het genootschap te laten kennismaken. Wie daardoor geïnteresseerd raakt kan vervolgens het lidmaatschap aanvragen.
Certains disent que la Maçonn∴ n'a pas de doctrine et qu'elle ne peut en avoir, en raison de son précepte de tolérance. J'affirme au contraire, que notre Ordre a une doctrine. Car écrire dans l'article premier des Statuts Généraux que le but de la Maçonn∴ est la recherche de la vérité et le perfectionnement de l'humanité, c'est de proclamer que ses adeptes croient qu'il existe une vérité, même si elle est multiforme, même si elle est inacessible; c'est proclamer aussi que les Maç∴ croient à la perfectibilité de l'humanité; qu'ils croient que le libre arbitre de l'homme est capable d'orienter ne serait-ce que partiellement, les destinées de l'espèce. Dire tout cela, c'est avoir une doctrine, car c'est exprimer un triple acte de foi. Oui, mes FFF∴, les Maç∴ sont des hommes qui ont une croyance commune. Ils participent ainsi à une manière d'esprit religieux et leur Ordre peut se comparer à une Eglise.
In zekere zin is de Vrijmetselarij inderdaad elitair. Waar godsdiensten zich ook tot de eenvoudigen van geest richten, eist de Vrijmetselarij immers van haar leden dat zij enige 'belezenheid' vertonen. Daardoor stelt zij zich elitair op en kan ze maar een 'quasi-kerk' zijn, vermits zij zich niet tot iedereen richt. … Wij ontkennen dat trouwens niet. … onze bouwwerf bevindt zich hier op aarde en als wij iets voor de mensheid willen opbouwen, dan kan dat slechts met de hulp van een elite die ten dienste staat van de minsten onder de medemensen met de bedoeling hen, hier en nu, te verheffen en een beter leven te helpen bezorgen.
Deze laatste opvatting is in loges echter niet herkenbaar. Men kan er alle opleidingsniveaus en beroepsgroepen aantreffen onder de leden. Er is geen eis om belezen te zijn in de toelatingsregels opgenomen. Toch is er wel sprake van een relatief grotere groep middelbaar en hoger opgeleiden. Die komt niet tot stand door selectie aan de poort, maar is het gevolg van degenen die zich voor het lidmaatschap aanmelden. Dat zijn in meerderheid belezen mensen.

### Richtlijnen
Hieruit volgt een aantal praktische richtlijnen voor het dagelijkse handelen die essentieel deel uitmaken van de vrijmetselarij:
- Alle mensen zijn gelijkwaardig, maar niet gelijk en deel van de algemene broederschap der mensen.
- Ieder mens heeft het recht zelfstandig op zoek te gaan naar (zijn) waarheid.
- Ieder mens dient met toewijding te werken aan het welzijn van de gehele gemeenschap.
- Ieder mens is verantwoordelijk voor zijn eigen doen en laten.
- Vrijmetselaars streven naar ontwikkeling van al die eigenschappen van geest en gemoed, die de mens en de mensheid kunnen brengen naar een hoger geestelijk en zedelijk niveau.
- Vrijmetselaars streven naar de veelzijdige en harmonische ontwikkeling van de mens en de mensheid.

### Kenmerken
Typische kenmerken van de vrijmetselarij zijn:
- het beoefenen van de initiatieke arbeid en het gebruiken van een op symboliek berustende werkwijze,
- een religieuze grondhouding die bovenstaande arbeid ondersteunt en voedt, vooral betreffende het mysterie van het leven zelf,
- het streven naar lotsverbetering van de mens op alle gebieden,
- het verdedigen van de gewetensvrijheid, de vrijheid van denken en de vrije meningsuiting,
- het streven naar harmonische betrekkingen onder alle mensen door te pogen tegengestelde inzichten met elkaar te verzoenen,
- het niet opleggen van dogma's aan haar leden,
- de vrijmetselaar werkt aan zichzelf, niet aan een ander.

## Structuur en werking

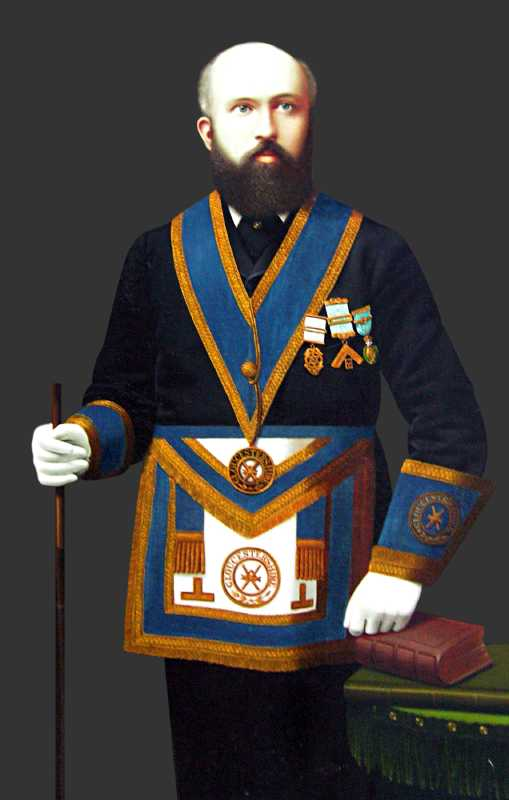
Een Engelse vrijmetselaar uit de 19e eeuw

### Loges
Het begrip loge is meerduidig. Meer bepaald kan een vrijmetselaarsloge de volgende betekenissen hebben:
- Een loge is in de materiële betekenis van het woord de afgesloten ruimte waar vrijmetselaars samenkomen om de vrijmetselarij te beoefenen. De loge wordt ook weleens werkplaats of Bauhütte genoemd. De ruimte waar de vrijmetselaars samenkomen wordt onderverdeeld in tweeën: 1) de voorhof en 2) de tempel. In de voorhof worden de zogenoemde comparities gehouden. Het woord comparitie is in dit geval een afgeleide van het Franse woord compareren oftewel vergelijken. Tijdens een comparitie geeft een vrijmetselaar een lezing, die een bouwstuk genoemd wordt. Na de lezing volgt een gedachtewisseling. De tempel is het deel van het logegebouw waar de vrijmetselaars samenkomen om hun ceremonies uit te voeren. Deze tempelruimte is altijd rechthoekig. Elke loge telt een voorzittend meester, een secretaris en een redenaar. Deze zitten aan het hoofdeinde, dat gesitueerd is aan de oostzijde van de ruimte die op dat moment van toepassing is: tempel dan wel voorhof. De leden zitten langs de linker- en rechterkant in rijen naast elkaar, aan de noord- en aan de zuidzijde. Deze zetelen onder toezicht van een eerste en tweede opziener. Verder zijn er nog enkele bestuursfuncties, zoals penningmeester, aalmoezenier, ceremoniemeester (in de tempel), en een aantal andere dignitarissen die tijdens de bijeenkomst of in specifieke rituelen een bijzondere rol spelen. In de tempel dragen de vrijmetselaars een schootsvel en witte handschoenen, als teken van hun lidmaatschap van de vrijmetselarij. Afhankelijk van hun graad is dit schootsvel eenvoudig of overdadig versierd. Ook schouderlinten, kraaglinten, juwelen en andere parafernalia worden gedragen door de vrijmetselaars, afhankelijk van hun graad en hun functie.
- In Nederland bezitten loges vaak een eigen gebouw.
- Een loge is in de symbolische betekenis van het woord de broedergemeenschap die vrijmetselaars met elkaar vormen in tijd en ruimte.
- Een loge is in de organisatorische zin van het woord de basiscel waaromheen de vrijmetselarij structureel is opgebouwd. Het is de plaatselijke afdeling van een overkoepelend organisme, of obediëntie genoemd.

De vrijmetselaars die elkaar vinden in een loge hebben diverse sociale en maatschappelijke achtergronden. Ook beroepsmatig is een veelvoud van categorieën vertegenwoordigd. Toch zijn filosofen en andere beoefenaars van vrije beroepen oververtegenwoordigd. Er bestaan zelfs loges waarvan de leden allen tot dezelfde beroepscategorie behoren. Een klassiek voorbeeld zijn militaire loges, die uitsluitend uit militairen bestaan, maar tegenwoordig in Nederland 'officieel' niet meer heten voor te komen.
Binnen de vrijmetselarij bestaan 'vervolgpaden', soms ook 'andere obediënties' genoemd. De leden ervan blijven onder het gezag van de 'blauwe' grootloge vallen, maar hebben ook een eigen overkoepelend bestuur. In deze ordes, de rode vrijmetselarij, wordt soms de benaming loge gebruikt, alhoewel er ook andere benamingen zijn zoals priorij, kapittel, consistorie, dal enz. Deze vrijmetselarij bestaat uit filosofische verenigingen waarvan slechts Meesters vrijmetselaar lid kunnen worden.
De grootloge is als organisatie democratisch, maar ook sterk hiërarchisch georganiseerd. Ieder lid kan zijn stem laten horen, maar via de geëigende kanalen en structuren. De vervolgpaden zijn ook sterk hiërarchisch georganiseerd, maar de bestuursmacht wordt van bovenaf door coöptatie uitgeoefend, en niet van onderuit door democratische verkiezing.

### Obediënties
Individuele loges groeperen zich met andere loges en vormen hierdoor een zelfstandige rechtsmacht. Dit is een overkoepelende vereniging van vrijmetselaarsloges. Deze koepels worden obediënties genoemd, wat de blauwe vrijmetselarij betreft, die in drie symbolische graden werkt. Wat de 'hogere graden' betreft, wordt zo'n koepel van individuele korpsen een jurisdictie genoemd.
Obediënties worden meestal met de particuliere benaming grootloge of Grootoosten aangeduid en jurisdicties met de particuliere benaming Opperraad.
De obediënties (en zeker Opperraden) zijn tegenwoordig binnen nationale grenzen georganiseerd, hoewel er nog steeds veel obediënties bestaan met loges buiten de landsgrenzen. Bijvoorbeeld in geval van landen die een belangrijk koloniaal verleden kennen. Zo heeft de Grand Lodge of Scotland twee werkplaatsen in België, heeft het Grootoosten van België werkplaatsen in Burundi en heeft het Grootoosten der Nederlanden werkplaatsen in Suriname, Curaçao, Zimbabwe, Zuid-Afrika, Aruba, Sint Maarten en Thailand. Het Grootoosten van Luxemburg heeft onder andere werkplaatsen in Nederland en België.
Een van de uitzonderingen op de algemene regel van het binnen de nationale grenzen werken vormt de Internationale Orde der Gemengde Vrijmetselarij Le Droit Humain, die, na haar oprichting als Franse grootloge in 1893, vanaf 1899 een internationale obediëntie geweest is en bovendien werkt van de eerste tot en met de drieëndertigste graad, en aldus als obediëntie en als jurisdictie functioneert.
Alle obediënties en jurisdicties zijn zelfstandige en onafhankelijke organismen en erkennen geen hoger gezag dan zichzelf. Er is echter wel intensief onderling nationaal en internationaal contact.
Tussen obediënties van de blauwe vrijmetselarij en korpsen van de 'hogere graden' bestaat er geen structureel of formeel verband.

### Graden
Een maçonnieke graad verwijst naar de lidmaatschapscategorie waar de vrijmetselaar toe behoort en het niveau van inwijding. Het overgaan van de ene graad van inwijding naar de andere graad van inwijding wordt filiatie genoemd.

#### Drie basisgraden: blauwe vrijmetselarij
De klassieke vrijmetselarij, zoals ze zich vanuit Engeland over de hele wereld heeft verspreid, werkt via een drievoudig gradensysteem. Dit gradenstelsel bestaat uit leerling, gezel en meester. De eerste twee graden zijn reeds aanwezig in 1717. De meestergraad wordt pas een volwaardige graad vanaf 1728.
Deze drie graden worden ook weleens de symbolische graden genoemd, en de vrijmetselarij die hiermee werkt, wordt ook wel een blauwe vrijmetselarij, Engelse vrijmetselarij (Craft masonry) genoemd. In principe werken de obediënties tegenwoordig enkel met de drie basisgraden, en niet met hogere graden.
Men begint ingevolge de bouwsymboliek zoals die in de vrijmetselarij gebruikt wordt:
1. als leerling, wordt daarna bevorderd
2. tot gezel en ten slotte verheven
3. tot meester.

Deze opvolging is een logische volgorde en niet gebonden aan objectieve of getoetste criteria. Over elke verhoging in graad van elke vrijmetselaar wordt door de meesters van de loge gestemd. Een meester-vrijmetselaar kan zich ook, indien hij dit wenst, laten initiëren in een van de andere werkwijzen, de zogenaamde 'hogere' graden of 'zijgraden' (met behoud van zijn blauwe derde graad).

#### Hogere graden: groene, rode, zwarte en witte vrijmetselarij
Naast de drie graden van de blauwe vrijmetselarij wordt er ook gewerkt in 'hogere' graden, die deel uitmaken van een zelfstandig meervoudig gradensysteem. Deze beginnen waar de blauwe vrijmetselarij ophoudt.
Deze graden voegen in wezen niets nieuws toe aan de volwaardig ingewijde meester-vrijmetselaar. Het biedt hen enkel de mogelijkheid verschillende elementen uit de inwijdingen van de drie symbolische graden te verdiepen, om zodoende tot een verdieping van de kennis te komen.
Er bestaat een zeer grote diversiteit aan verschillende 'hogere' gradensystemen. Deze diversiteit is cultureel en regionaal bepaald. Maar elk 'hogere' gradensysteem focust in zijn verschillende graden op dezelfde inwijdingselementen die reeds gekend zijn uit de symbolische graden. Enkel de benadering en de klemtoon verschilt van 'hogere' gradensysteem tot 'hogere' gradensysteem.
Vrijmetselaars die zich willen uitleven in deze veelkleurige vrijmetselarij moeten ervaren meesters zijn in de blauwe vrijmetselarij. Zeker niet alle vrijmetselaars die tot de blauwe vrijmetselarij behoren zetten de stap naar de 'hogere' graden.
Er bestaan twee grote systemen van 'hogere' gradenvrijmetselarij, die volledig doorlopen, alle inwijdingselementen verder zullen uitdiepen. Dit zijn de Aloude en Aangenomen Schotse Ritus enerzijds en de York Ritus anderzijds. Daarnaast bestaan er nog vele 'zijgraden', die slechts één, of enkele inwijdingselementen uitdiepen.
Voorbeelden van 'hogere' gradensystemen zijn:
- de 30 'hogere' graden van de Aloude en Aangenomen Schotse Ritus (A.A.S.R.) - waarvan de 4e tot 18e graad rode vrijmetselarij, de 19e tot 30e graad zwarte vrijmetselarij en de 31e en 33e graad de witte vrijmetselarij' wordt genoemd;
- de 'zijgraden' van Merkmeester en de Royal Arch-graad;
- de drie 'hogere' graden van de Gerectificeerde Schotse Ritus ook wel groene vrijmetselarij genoemd;
- de 96 'hogere' graden van de Oude en Primitieve Memphis-Misraïm Ritus.

Bijna alle obediënties en jurisdicties maken een scherp onderscheid tussen basisgraden, de hogere graden en de zij-graden. Hierop zijn maar enkele uitzonderingen, zoals Internationale Gemengde Vrijmetselaarsorde Le Droit Humain of de Orde van Memphis-Misraïm. Er is dus geen automatische doorstroming van een loge naar een korps.

### Riten

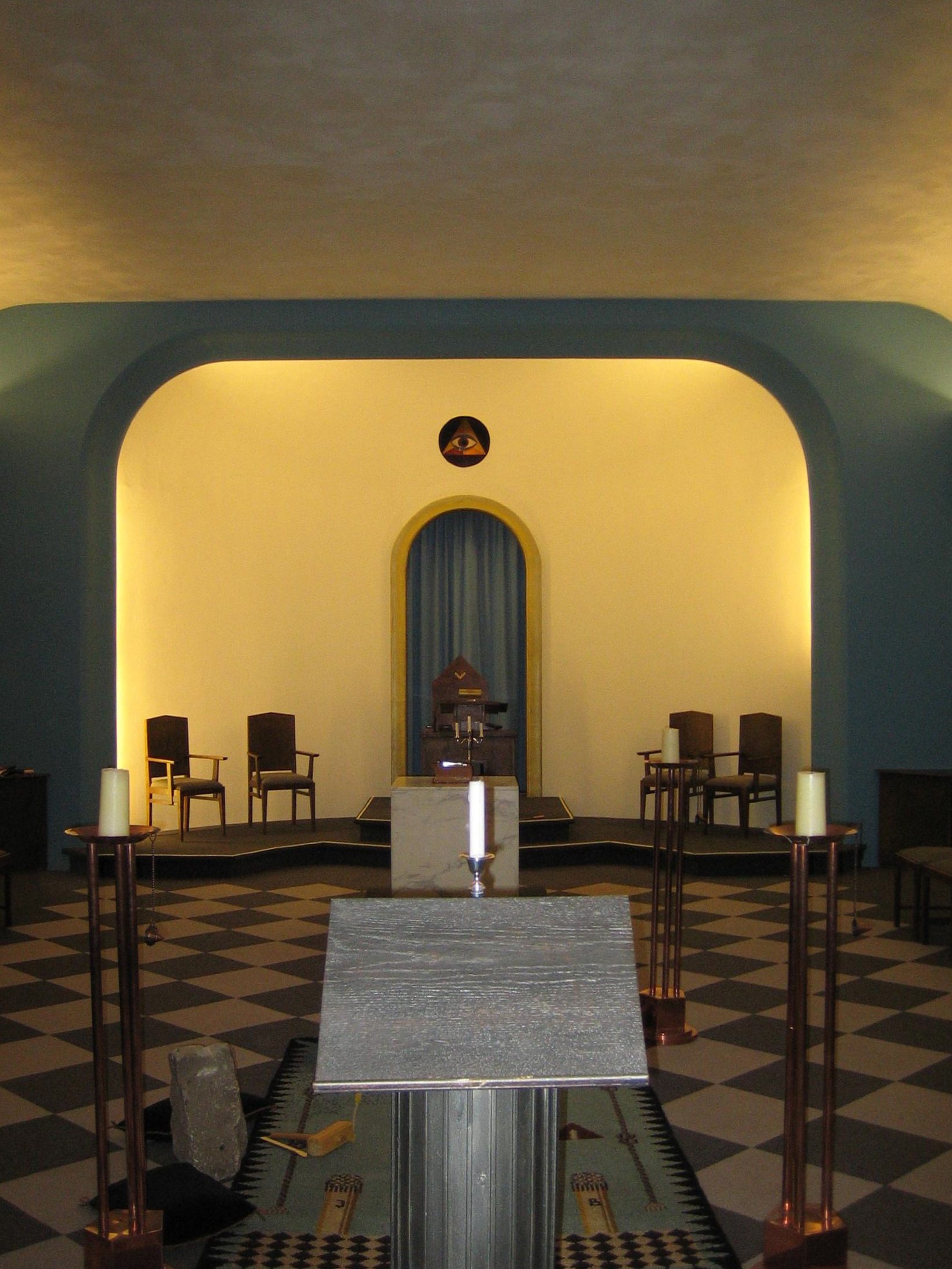
Grote tempel of werkplaats ingericht voor een inwijding bij de loge L'Union Provinciale

Elke vrijmetselaarsloge maakt bij haar werking gebruik van een specifieke ritus. Dat is een modelceremonieel die het verloop van de plechtige handelingen beschrijft die in de loge worden uitgevoerd. Door het gebruik van een ritus wordt de inhoud van de handeling benadrukt en in de verf gezet. Deze meestal zeer oude ritussen dragen bij tot het decorum van een plechtigheid.
Voor belangrijke gebeurtenissen in de vrijmetselarij bestaan er plechtige handelingen: bijvoorbeeld bij de verhoging van graad, de aanstelling van een grootmeester, de oprichting van een loge, enzovoort. Iedere vrijmetselaarsloge beoefent een zestal basisrituelen met betrekking tot de basisgraden van de vrijmetselarij:
- opening van de logewerkzaamheden (in elk van de drie graden);
- sluiting van de logewerkzaamheden (in elk van de drie graden);
- inwijding tot leerling-vrijmetselaar;
- bevordering tot gezel-vrijmetselaar;
- verheffing tot meester-vrijmetselaar;
- aanstelling van het bestuur, voorzittend meester en officieren-dignitarissen genoemd.

Hieraan kunnen nog een aantal gelegenheidsrituelen worden toegevoegd, naargelang de gelegenheid zoals:
- de oprichting van een nieuwe loge;
- zomer- en wintersolstitium (Zomer St. Jan en Winter St. Jan), ook zomer- en winterzonnewende genoemd;
- lente- en herfstequinox, ook lente- en herfstevening genoemd;
- rouwloge.

Het geheel van al deze aparte ceremoniën voor alle handelingen die in het leven van een vrijmetselaarsloge voorkomen wordt een ritus genoemd. Alhoewel alle riten dezelfde historische basis hebben, zijn er toch grote verschillen gegroeid in de loop van de tijd.
Bij de keuze van een ritus zijn verschillende elementen belangrijk: de herkomst, de inhoudelijke thema's, culturele en filosofische achtergronden, de kleding, de attributen, de gebruikte ornamenten, de aankleding van de tempel en ga zo maar door. Het gebruik van de ritus is een universeel gegeven in de vrijmetselarij. Men kan het in deze zin goed vergelijken met andere riten zoals in de liturgie.
Het verschil is, dat de liturgie een eredienst aan God is, terwijl in de vrijmetselarij het geloof in God zelfs niet noodzakelijk is. Men kent wel een 'symbool', de OBDH (Opperbouwmeester des Heelals), dat ieder op geheel eigen wijze kan interpreteren, maar dat staat niet centraal in het rituele gebeuren zelf.
De vrijmetselarij kent een verscheidenheid aan riten. Deze situatie is historisch gegroeid.
De belangrijkste ritus voor het verlenen van de drie basisgraden zijn de Emulationritus of Engelse Ritus voor de reguliere vrijmetselarij en de Franse Moderne Ritus voor de irreguliere vrijmetselarij. In de hogere gradenvrijmetselarij is de Aloude en Aangenomen Schotse Ritus of Schotse Ritus de meest verbreide ritus. Minder frequent voorkomend, maar toch nog regelmatig gebruikt is de Gerectificeerde Schotse Ritus of de Ritus van Memphis-Misraïm.

#### Overzicht van de riten
Hieronder volgen enkele voorbeelden van vrijmetselaarsriten naar ontstaansdatum:
- XXXX: de Duitse Ritus of Johannes Ritus of (3 basisgraden + 8 hogere graden + toegevoegde ritualen)
- 1744: de Koninklijk Gewelf Ritus of Royal Arch Rite (1 hoge graad + toegevoegde ritualen)
- 1756: de Stricte Observantie Ritus
- 1770: de Gerectificeerde Schotse Ritus (3 basisgraden + toegevoegde ritualen)
- 1775: de Rite des Philalèthes
- 1783: de Franse Ritus of Moderne Ritus (3 basisgraden + 4 hogere graden + toegevoegde ritualen)
- 1786: de Schotse Ritus of Aloude en Aangenomen Schotse Ritus of (3 basisgraden + 30 hogere graden + toegevoegde ritualen)
- 1788: de Rite van Memphis (90 graden in totaal)
- 1813: de Engelse Ritus of Emulation Ritus (3 basisgraden + toegevoegde ritualen)
- 1815: de Rite van Misraïm (95 graden in totaal)
- XXXX: de Amerikaanse Ritus of York Ritus (4 + 3 + 3 hogere graden + toegevoegde ritualen)
- XXXX: de Zweedse Ritus (3 basisgraden + 8 hogere graden + toegevoegde ritualen)
- 1881: de Oude en Primitieve Ritus Memphis-Misraïm (3 basisgraden + 30 graden van de Schotse Ritus + 66 hogere graden + toegevoegde ritualen)

### Regulariteit
Het begrip regulariteit is omstreden binnen de bonte wereld van de vrijmetselarij. Er bestaat grote discussie, zowel op hoofdlijnen als op details. In algemene zin geldt dat 'reguliere obediënties' erkend worden door de United Grand Lodge of England.

#### Reguliere vrijmetselarij
Onder reguliere vrijmetselarij wordt verstaan de vrijmetselarij die haar oorsprong vindt in het ontstaan, beginselen, werking en structuur van de eerste grootloge in Engeland in 1717 en die zich baseert op de traditionele beginselen van de vrijmetselarij.
Vereist daarvoor is het exclusief masculiene karakter van de loge, de aanwezigheid van een bijbel (of een ander heilig boek), passer en winkelhaak en dat de loge opgericht is vanuit een reguliere loge. Ook de erkenning van het bestaan van een Opperbouwmeester van het Heelal vanuit een deïstische overtuiging behoort hiertoe. Een belangrijk kenmerk van de reguliere vrijmetselarij is verder, dat deze niet direct religieus of politiek actief is op maatschappelijk terrein. Zij respecteert ook expliciet de wetten van het land. Mochten deze landelijke wetten tegen de vrijmetselaarsbeginselen indruisen dan heffen deze loges zich op. In de regel wordt per land slechts één reguliere obediëntie erkend.
De reguliere obediënties in de gehele wereld, erkennen elkaar over en weer. Toch gaat er een zeer groot feitelijk gezag uit van een erkenning door de United Grand Lodge of England (U.G.L.E.). Verder gaat er ook een groot gezag uit van de Grand Lodge of Scotland (G.L.S.) en de Grand Lodge of Ireland (G.L.I.). Als deze Britse obediënties een andere obediëntie als regulier erkennen, zullen alle andere reguliere obediënties de facto volgen. Na de Tweede Wereldoorlog is dit gezag een beetje verminderd. Vanaf dan zullen ook de Noord-Amerikaanse obediënties delen in dit ongeschreven gezag.
Het is een goed gebruik dat leden bij alle aangesloten loges welkom zijn om te visiteren, ofwel om bij elkaar op bezoek te gaan. Dat geldt dus voor alle reguliere loges over de gehele wereld.
De reguliere vrijmetselarij is niet religieus. Daarvoor biedt de vrijmetselarij te veel vrijheid aan leden om zelf meningen en ideeën te vormen met betrekking tot zingeving en spiritualiteit. Wel erkent de vrijmetselarij een zekere hogere macht, die echter voor eenieder een andere betekenis kan en mag hebben. Het symbool van de Opperbouwmeester des Heelals (OBDH) kan o.a. geïnterpreteerd worden als God, Allah, YHWH, Tao, Atman of Brahman, Demiurg of het teleologisch principe in de natuur. In Scandinavische landen bijvoorbeeld is het lidmaatschap van een reguliere loge slechts toegestaan, als de betrokkene belijdend christen is en lid van de christelijke kerk. De Bijbel is symbool voor het religieus richten van de gedachte.
In Nederland is de reguliere vrijmetselarij toonaangevend, net zoals in het Verenigd Koninkrijk en de Verenigde Staten, Noord-Europa en alle voormalige koloniale gebieden van deze landen. Vooral in protestantse cultuurgebieden staat de reguliere vrijmetselarij sterk.

#### Irreguliere vrijmetselarij
De irreguliere vrijmetselarij bestaat uit loges of obediënties die om een of andere reden niet regulier zijn, of blijven. Indien een obediëntie een van de beginselen van de vrijmetselarij niet aanvaardt, is dit voldoende om irregulier te zijn, of te worden. De irreguliere vrijmetselarij respecteert ook expliciet de wetten van het land.
Historisch werd het erkennen en aanroepen van de Opperbouwmeester van het Heelal en de aanwezigheid van de Bijbel in landen en culturen die sterk katholiek geïnspireerd zijn, een problematisch gegeven. De Rooms-Katholieke Kerk wijst de vrijmetselarij integraal af. Dit heeft geleid tot een uitgesproken vrijzinnigheid.
Ook werd het exclusief mannelijke karakter van de loges ter sprake gebracht, onder invloed van een sterke toename van het radicalere verlichtingsdenken.
De nationale obediëntie van Frankrijk, het Grand Orient de France (G.O.d.F.), heeft in het laatste kwart van de 19e eeuw elke verwijzing naar de Opperbouwmeester van het Heelal en Christelijke beginselen uit haar werking en statuten geschrapt. Hierdoor verloor deze obediëntie haar erkenning als reguliere obediëntie. Sedertdien is deze irreguliere vorm van vrijmetselarij verder gegroeid, en is ze sterk vertegenwoordigd in België, Frankrijk, Spanje, Portugal, Italië, voormalige koloniale gebieden van deze landen en Zuid-Amerika. Vooral in katholieke cultuurgebieden staat de irreguliere vrijmetselarij sterk.
Ook het verbod op vrouwelijke leden in de loges heeft tot een structurele breuk met de reguliere vrijmetselarij geleid. In 1893 werd daardoor in Frankrijk een Vrijmetselaars grootloge opgericht voor mannen en vrouwen onder de naam Le Droit Humain. In 1899 werd deze grootloge internationaal Internationale Gemengde Vrijmetselaarsorde Le Droit Humain, die Loges heeft in 60 landen, met ca. 27.000 leden. Het grootste aantal leden en werkplaatsen telt ze echter in Frankrijk en België. Gemengde obediënties zijn altijd irregulier. In het Engels wordt dit Co-Freemasonry en in het Frans Maçonnerie Mixte genoemd. In 2001 verliet een groep vrijmetselaren de Belgische federatie van Le Droit Humain om een nieuwe orde op te richten. Zo ontstond op 11 november 2006 Lithos Confederatie van Loges. Lithos CL staat garant voor een niet-dogmatische gemengde vrijmetselarij waarbinnen de loges volledige autonomie bezitten.

## Inwijding en geheimhouding
Een lid van een vrijmetselaarsloge wordt vrijmetselaar genoemd. In principe kan iedereen lid worden van een loge. Wel wordt vooraf uitgebreid kennis gemaakt met de kandidaat, maar dat is om hem en de loge ervan te verzekeren, dat de kandidaat met de juiste motieven lid wenst te worden en om ervoor zorg te dragen dat hij goed wordt geïnformeerd over de loge en de werkwijze, zodat daarover geen misverstanden kunnen ontstaan. De kandidaat moet persoonlijk gemotiveerd zijn om vrijmetselaar te worden. Hij moet "een vrij man zijn van goede naam", hetgeen overigens vooral figuurlijk dient te worden opgevat. Vrij refereert vooral aan de vrije keuze om lid te willen worden. Goede naam betekent, dat de kandidaat van goed gedrag is.
Indien men eenmaal lid is begint men als leerling. Vervolgens wordt de leerling gezel en daarna meester, graden genoemd. De verschillende inwijdingen hebben ieder een symbolische betekenis, die op iedere persoon een andere indruk kan en mag hebben. Er zijn daarbij geen dwingende regels die zeggen hoe iemand dient te denken of te handelen. De rituelen hebben wel een symbolische structuur en vorm, die een zekere zingeving kunnen bieden.
De vrijmetselarij laat geen niet-vrijmetselaars toe bij de zogenaamde 'open loges'. Open loges zijn de bijeenkomsten met de rituelen. De identiteit van de leden wordt naar de buitenwereld niet bekendgemaakt. Een vrijmetselaar mag zelf bepalen of hij aan derden bekendmaakt of hij vrijmetselaar is. De inhoudelijke gebruiken en riten worden niet bekendgemaakt aan het grote publiek, aangezien dat geen betekenis zou hebben of, buiten verband geplaatst, een verkeerde indruk zou kunnen wekken. Tevens zouden de rituelen dan een zeker effect missen op kandidaten.

### Lidmaatschap
In principe dient diegene die lid wil worden van de vrijmetselarij, zelf het initiatief te nemen door zich aan te melden bij een loge. Dit als uitdrukking van het vrijmetselaarsbeginsel Op u komt het aan.
In de meeste landen, voornamelijk gebieden waar de reguliere vrijmetselarij sterk staat zoals Nederland, zal men dus niet voor het lidmaatschap worden uitgenodigd, zoals vaak wordt gedacht. Het aanmelden kan bij een loge via de secretaris van die loge of via een ander lid. Voorwaarde is dat het aspirant-lid de Ordegrondwet ondertekent. In Nederland dient iedere loge als vereniging met rechtspersoonlijkheid te zijn ingeschreven in het register van de Kamer van Koophandel. Tevens worden er regelmatig openbare bijeenkomsten georganiseerd voor belangstellenden. In tegenstelling tot de vrijmetselarij in België, lijkt er in Nederland meer openheid te zijn. Zo worden op de website van het Grootoosten der Nederlanden de telefoonnummers en e-mailadressen van al hun loges in Nederland vermeld. Bij sommige loges kan men daar zelfs de agenda en de namen en adressen van sommige leden vermeld zien. Het staat de leden vrij om zich als lid bekend te maken of niet. Het zal duidelijk zijn dat de namen van hun leden niet zomaar door de loges bekend worden gemaakt. Tegenwoordig beroept de vrijmetselarij zich hierbij op de privacy en wet persoonsregistraties, maar van oudsher is het lidmaatschap geheim en bepaalt de vrijmetselaar zelf of hij dit publiekelijk bekendmaakt. Dat in Nederland een aspirant-lid zichzelf aanmeldt, betekent niet dat vrijmetselaars zelf niet actief betrokken zouden zijn bij het zoeken naar aspirant-kandidaten. Het grootste deel van de leden is bekend geraakt met de vrijmetselarij door familie, vrienden en kennissen.
In België is de praktijk moeilijk, aangezien er van bijna geen enkele vrijmetselaarsloge adressen, telefoonnummers, e-mailadressen, verslagen of namen van voorzitters of secretarissen gepubliceerd worden en er ook geen vrij toegankelijke zittingen bestaan. Bij enkele schaarse loges is contact mogelijk via een website. Daarom wordt er bewust uitgekeken door leden naar potentiële kandidaten, worden zij doorgelicht en worden deze daarna benaderd. In de voorwaarden van de grootloge van België staat te lezen: Als voorwaarde geldt reeds eeuwenlang dat een kandidaat een vrij man is van goede naam. Hiermee bedoelen ze dat de kandidaat iemand is die zich bewust is van zijn eigen beperkingen daar waar het gaat om het kennen van waarheid en niet gehinderd wordt door (geloofs)dogma's. Dit laatste is een verwijzing naar sommige dogmatische interpretaties van geopenbaarde religies, zoals gangbaar in het protestants en katholiek christendom, jodendom en de islam. Dogmatische opvattingen passen niet in de vrijmetselarij als zij de harmonie met andersdenkenden in de weg staat. Mensen van alle religies zijn welkom zich als kandidaat aan te melden en kunnen lid worden.
De periode tot uiteindelijke toelating duurt meestal ongeveer een jaar. Gedurende deze periode vinden verschillende ontmoetingen plaats met vrijmetselaars van de betreffende loge. Meester-Vrijmetselaars zelf stemmen niet over het lidmaatschap van een kandidaat. Alleen indien er sprake zou zijn van uitzonderlijke situaties, zoals ernstige strafbare feiten, zal een vrijmetselaar bezwaar maken tegen een kandidaat. In dit opzicht verschilt de situatie in Nederland niet van die in België.
Aan het lidmaatschap is een lidmaatschapsgeld of contributie verbonden.

### Inwijding
De vrijmetselarij heeft zelf altijd hooggehouden dat ze voor de buitenwereld niets te verbergen heeft. De opname in de Orde gaat namelijk door middel van zogenoemde inwijding. Over deze inwijdingen worden de details niet naar buiten gebracht, want de nieuweling krijgt te maken met bepaalde verrassingen waarvan hij niet vooraf op de hoogte mag zijn.
De inwijding heeft een bijzonder karakter. De inwijdeling ondergaat een veranderingsproces, waarin hij evolueert van een buitenstaander (profaan) naar een medestander (broeder).
Elke graad is een stap in het proces van inwijding. Steeds worden andere inzichten en ervaringen aangedragen met behulp van de vrijmetselaarssymbolen.

### Beslotenheid
De beslotenheid is een tweesnijdend zwaard. Enerzijds geeft ze de vrijmetselarij een grote aantrekkingskracht. Men is wel nieuwsgierig naar wat daar allemaal gebeurt. Anderzijds hebben veel regerende vorsten of regeringen ook een grote achterdocht getoond. Worden daar geen subversieve plannen gesmeed om het staatsgezag te ondermijnen? Sommige vorsten hebben dit opgelost door zelf lid te worden. Om elke druk van buitenaf te vermijden wordt het lidmaatschap dan ook geheimgehouden.
Ook in de buitenwereld leeft al snel het idee van een groep invloedrijke lieden die elkaar de hand boven het hoofd houden. Er zijn ook zeker vele historische voorbeelden van loges waarbij dit gebeurde. Er zijn ook gezelschappen die hun vereniging naar het model van een loge inrichten en zichzelf dan als vrijmetselaarsloge presenteren. Dat geeft verwarring.
In antimaçonnieke geschriften, zoals van de hand van Leo Taxil, wordt de vrijmetselarij verweten een organisatie te zijn die in het geheim tracht de staatsmacht te verwerven, of de transformatie van de samenleving wil bewerkstelligen op weg naar één totalitaire en globale wereldregering (Nieuwe Wereldorde). Ook wordt in deze geschriften de vrijmetselarij verweten in het geheim Satan onder de naam Lucifer of Lichtdrager te aanbidden.
De vrijmetselarij zelf ontkent steevast over geheime kennis te beschikken, die voorbehouden wordt voor de leden. Wel vinden zij dat de unieke belevenis van het vrijmetselaar zijn onbegrijpelijk is voor buitenstaanders, en daarom altijd geheimzinnig zal zijn. De geheimhouding wordt ook vooropgesteld, opdat de leden vrijelijk met elkaar kunnen discussiëren, zonder dat de inhoud van gesprekken naar buiten komt. Enkel deze omstandigheden bieden de vrijmetselaar de zekerheid in volle vrijheid te kunnen spreken.
In België heeft onderzoeksjournalist Jan Puype in april 2005 het voorstel gedaan om politici en ambtenaren te verplichten, bekend te maken of ze tot besloten genootschappen zoals de vrijmetselarij of het (onterecht als besloten gekarakteriseerde) Opus Dei behoren. Toen de Britse Labour Party uit het Verenigd Koninkrijk een dergelijk voorstel deed in het Europees Parlement werden ze door politici van bevriende socialistische partijen uit het Zuiden van Europa teruggefloten. Door journalisten en politici uit de Independence Party werd dit uitgelegd als bewijs, dat velen hun vrijmetselaarschap niet wensten te openbaren.
In 2006 bestond de Nederlandse vrijmetselarij 250 jaar. Zij is daarmee de oudste Nederlandse vereniging met rechtspersoonlijkheid.

## Logo's van de vrijmetselarij

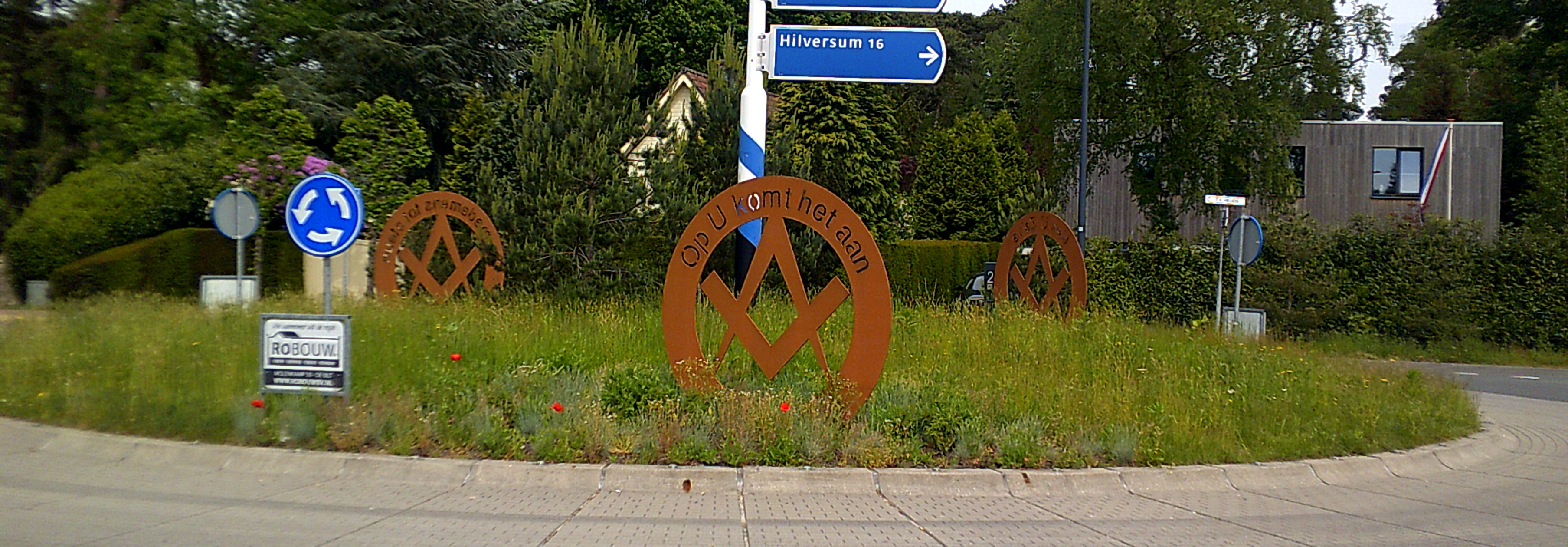
Rotonde in Bilthoven met passer en winkelhaak. Daarboven staan de motto's: De medemens tot steun, Ken u zelve en Op u komt het aan.

Het bekendste logo van de vrijmetselarij bestaat uit een passer en een winkelhaak - eertijds de hulpmiddelen van een metselaar. Meestal ziet men de passer liggend op de winkelhaak - maar dat mag alleen een meestervrijmetselaar. Een leerling legt de winkelhaak boven op de passer en een gezel legt ze gekruist: aan de ene kant de passer boven en aan de andere kant de winkelhaak.

Alziend oog

In de tempels treft men vaak het alziend oog aan, het oog van de Opperbouwmeester van het Heelal, dat alles ziet. Het is geplaatst in een driehoek.
Een ander logo, dat men soms als reversspeldje aantreft, bestaat uit een stok met twee ballen. Het is een woordspeling met de naam van Tubal-Kaïn, die volgens de Bijbel de eerste smid was en het grote voorbeeld van de vrijmetselaars is. In het Engels klinkt zijn naam als "two ball cane".

## Vrijmetselarij en de kunst
In Oorlog en Vrede (1865-1869) beschrijft Tolstoj de inwijding van de hoofdpersoon Pierre. De vermelde rituelen lopen redelijk evenwijdig met de rituelen die in de huidige loges worden opgevoerd. Alleen zijn er van land tot land verschillen. Bovendien werden de rituelen in de loop der tijden vereenvoudigd zonder dat de essentie verloren ging. Ook zijn individuele loges tot op zekere hoogte vrij hun rituelen net even anders op te voeren.
Ook de bekende componist Wolfgang Amadeus Mozart was een vrijmetselaar en tevens lid van een loge. De door hem gecomponeerde opera, naar een libretto van de eveneens vrijmetselaar zijnde Emanuel Schikaneder, Die Zauberflöte (1791) is doordrenkt van maçonnieke ideeën en beschrijft enkele inwijdingsrites. Ook de spreuk "sei standhaft, duldsam, und verschwiegen" is een letterlijk citaat uit deze rituelen. In 1785 schreef Mozart de vijf minuten durende hoogst indringende Maurerische Trauermusik (KV 477) in c-mineur voor een deel van het rituaal.
Niet alleen in de klassieke muziek hebben vrijmetselaren van zich laten horen, ook zijn er invloeden in de hedendaagse popmuziek. De Nederlandse band Freestone heeft zelfs een compleet album aan de vrijmetselarij gewijd in 2008. Ultravox gebruikte vrijmetselaarssymboliek op de platenhoes van de single Hymn uit 1982.
In het Vrijheidsbeeld (1886) zijn enkele symbolen van de vrijmetselarij verwerkt. Zij is het geesteskind van de beeldhouwer Frédéric Bartholdi en de architect Gustave Eiffel, beiden vrijmetselaar.
De Tsjechische kunstenaar Alfons Mucha (1860-1939), bekend van zijn Jugendstilschilderingen met symbolistische invloeden, en de Spaanse architect Antoni Gaudí (1852-1926), hoewel kortstondig, waren eveneens vrijmetselaar.
Ook in het urbanisme kan men vrijmetselaarssymboliek terugvinden. Voorbeelden hiervan zijn Washington D.C. en in het Warandepark te Brussel.
Het Brusselse Justitiepaleis van de architect Joseph Poelaert, op het moment van de bouw het grootste overheidsgebouw ter wereld, is rijk aan vrijmetselaarssymboliek.
Voor een overzicht van muziek voor en door vrijmetselaren, zie Lijst van maçonnieke muziek.

## Loges en obediënties
In de Lage Landen is de vrijmetselarij actief in Nederland, België en Luxemburg. De vrijmetselarij in België is numeriek meer dan dubbel zo groot als de vrijmetselarij in Nederland. In regel is de Nederlandse vrijmetselarij regulier, en de Belgische en de Luxemburgse vrijmetselarij irregulier.
Voor een gedetailleerd overzicht van de historische situatie per land, zie
- Vrijmetselarij in België onder Oostenrijks bewind
- Vrijmetselarij in België onder het Frans bewind
- Vrijmetselarij in Nederlands-Indië
- Vrijmetselarij in het Verenigd Koninkrijk der Nederlanden